# Papa Innocenzo X
Innocenzo X, in latino Innocentius PP. X, nato Giovanni Battista Pamphilj (Roma, 6 maggio 1574 – Roma, 7 gennaio 1655), è stato il 236º papa della Chiesa cattolica dal 1644 al 1655.

## Biografia
Giovanni Battista Pamphilj nacque a Roma da Camillo Pamphilj e Maria Cancellieri del Bufalo, sesto di nove figli. Apparteneva alla nobile ed eminente famiglia Pamphilj. In linea paterna risulta discendere direttamente da papa Alessandro VI: la nonna paterna di Innocenzo X, Orazia Mattei, infatti, era a sua volta nipote di Isabella, una delle figlie illegittime del papa Borgia.
Giovanni Battista studiò sotto la supervisione dello zio paterno, il cardinale Girolamo Pamphili, al Collegio dei Gesuiti di Roma, poi si laureò in legge alla Sapienza nel 1594. Dopo Gregorio XV e Urbano VIII, fu il terzo papa che completò la sua formazione presso i Gesuiti.
Esperto giurista, nel 1635, insieme al cardinale Giulio Cesare Sacchetti, redasse il lodo relativo ai rapporti tra il vescovo di Sansepolcro e l'abate di Bagno di Romagna.
Fu creato cardinale nel 1629 ed ascese al soglio di Pietro il 15 settembre 1644.

### Cronologia incarichi
- 1601: avvocato concistoriale;
- Giugno 1604 – 26 marzo 1621: è uditore presso il Tribunale della Rota Romana;
- 20 settembre 1612: è nominato canonico della Penitenzieria Apostolica;
- 26 marzo 1621 – 1625: è nunzio apostolico a Napoli;
- 1625-1626: è al fianco del cardinale Francesco Barberini in due distinte missioni in Francia e in Spagna come suo datario[3];
- 19 gennaio - 30 maggio 1626: è patriarca titolare di Antiochia dei Latini;
- 25 gennaio 1626: viene consacrato vescovo dal cardinale Laudivio Zacchia, vescovo di Montefiascone, assistito da Alfonso Manzanedo, patriarca latino titolare di Gerusalemme, e da Fabio Lagonissa, arcivescovo di Conza;
- 30 maggio 1626: è nominato nunzio in Spagna;
- 30 agosto 1627: è creato cardinale in pectore da Urbano VIII (la nomina fu pubblicata nel concistoro del 19 novembre 1629);
- 12 agosto 1630 – 15 settembre 1644: assume il titolo cardinalizio di Sant'Eusebio;
- 1639 – 15 settembre 1644: è nominato prefetto della Congregazione per l'esecuzione delle decisioni del Concilio di Trento;
- 12 gennaio 1643 – 14 marzo 1644: è vicecamerlengo del Collegio cardinalizio.

Fu anche:
- membro della commissione sulle immunità giurisdizionali;
- segretario dell'Inquisizione romana;
- Protettore della Chiesa polacca.

### Il conclave del 1644
Papa Innocenzo X fu eletto nel Palazzo Vaticano il 15 settembre 1644; fu consacrato il 4 ottobre dal cardinale protodiacono Carlo de' Medici.
Fu il primo cardinale in pectore a diventare papa.
Al conclave, apertosi il 9 agosto 1644, presero parte 57 cardinali, poi ridotti nella fase finale a 53. Uno dei primi nomi a cadere fu quello di Giulio Cesare Sacchetti, colpito dal veto spagnolo. Attorno al cardinale Pamphilj si raccolse una buona maggioranza; ma, nonostante le rassicurazioni, la Francia decise di opporre il veto su di lui; il latore della comunicazione doveva essere il cardinale Mazzarino, che era a Parigi. Egli si mosse immediatamente verso l'Urbe, ma quando giunse a Roma l'elezione si era già conclusa.

## Il pontificato
- Sovrintendente generale: Camillo Pamphilj (1644-1647); Camillo Astalli (1650-1653)
- Vice-Cancelliere: Francesco Barberini (1632-1679)
- Segretario di Stato: Giovanni Giacomo Panciroli (1644-1651); Fabio Chigi (1652-1655)
- Camera Apostolica:
  - Camerlengo: Antonio Barberini (1638-1671)
  - Tesoriere: Lorenzo Raggi (1643-1647); Giovanni Girolamo Lomellini (1647–1652); Carlo Pio di Savoia iuniore (1652–1654); Giacomo Franzoni (1654-1660)
- Congregazioni
  - Inquisizione: Francesco Barberini (1633-1679)
  - Indice: ...
  - Concilio: Francesco Cennini de' Salamandri (1644-1645); Pier Luigi Carafa (1645-1655)
  - Vescovi: Marzio Ginetti (1635-1671)
- Tribunali della Curia
  - Penitenziere Maggiore: Antonio Barberini (1633-1646); Orazio Giustiniani (1647-49); Niccolò Albergati Ludovisi (1650-1687)
  - Prefetto della Segnatura Apostolica: Benedetto Odescalchi (1647-1650); ...
  - Decani della Rota Romana: Aimé Du Nozet (? - 1657)
- Vicario per la diocesi di Roma: Marzio Ginetti (1629-1671)

### Governo della Chiesa

#### Relazioni con le istituzioni della Chiesa
Nel 1644 Innocenzo X confermò la giurisdizione del Patriarcato delle Indie occidentali (eretto da Clemente VII nel 1524).
Con la costituzione apostolica Militantis Ecclesiae (19 dicembre 1644) il pontefice, rivolgendosi ai cardinali, fece loro divieto di indossare simboli e stemmi nobiliari.
Ordini e istituti religiosi
- Il pontefice stabilì che l'Assemblea generale della Compagnia di Gesù si tenesse ogni nove anni e che il Generale rimanesse in carica per un massimo di tre anni. Successivamente gli poteva essere assegnato qualsiasi incarico, tranne quello di preparare i novizi (bolla Prospero felicique Statui, 1646).
- Con il breve Ea quae (16 marzo 1646), il pontefice ridusse gli Scolopi (fondati da Giuseppe Calasanzio nel 1597) da ordine esente a congregazione di preti secolari soggetti alla giurisdizione dei vescovi locali (come la congregazione dell'Oratorio);
- Con breve del 30 luglio 1647 separò i Dottrinari dai Somaschi restaurandoli in congregazione autonoma di preti secolari;
- Nel 1644 riconobbe i privilegi dell'Ordine del Verbo Incarnato, già riconosciuto dal predecessore Urbano VIII nel 1633;

Soppressioni
- Nel 1645 confermò la soppressione dell'Ordine di Sant'Ambrogio ad Nemus decretata dal predecessore Urbano VIII (bolla Quoniam, 1º aprile 1645); soppresse inoltre i Chierici regolari del buon Gesù (22 giugno 1651;
- Con la bolla Inter coetera (dicembre 1649), Innocenzo X promosse un'inchiesta volta ad accertare le reali condizioni finanziarie dei conventi italiani[6]. Congregazione della disciplina dei regolari. Con la bolla Instaurandae regularis disciplinae (15 agosto 1652) il pontefice rese noti i conventi destinati alla chiusura nella penisola italiana[6]. Furono soppressi i conventi che ospitavano meno di sei monaci.

#### Il XIV Giubileo
Con la bolla Appropinquat dilectissimi filii del 4 maggio 1649, Innocenzo X proclamò il XIV Giubileo. La vigilia di Natale dello stesso anno, il papa in persona aprì la Porta santa.
Come già avevano fatto i suoi predecessori, provvide al blocco degli sfratti e degli affitti e a sospendere tutte le indulgenze eccetto quella della Porziuncola.
Nei ricordi popolari del XIV Giubileo è rimasto l'incidente della processione del Crocifisso di San Marcello. All'apertura della Porta santa di Santa Maria Maggiore, il diciassettenne Francesco Maidalchini, nipote di donna Olimpia Maidalchini, s'incaricò della funzione al posto del cardinale arciprete. Quando, all'apertura, il giovane vide una cassetta di oggetti preziosi ivi murata alla fine del giubileo precedente, tentò di portarsela via, ma gli fu impedito dai canonici di Santa Maria Maggiore. Il Crocifisso miracoloso di San Marcello venne portato a San Pietro dalla Compagnia del Crocifisso la notte del Giovedì santo. Lungo il percorso, mentre cinque cardinali, l'ambasciatore di Spagna, oltre cento flagellanti, cori musicali e la gente incedevano con lumi accesi, alcuni cavalli s'imbizzarrirono e terrorizzarono i presenti a tal punto che tutti fuggirono.
Roma fu visitata da circa 700.000 pellegrini, e, per l'occasione, si convertì al cattolicesimo anche un certo numero di protestanti. A causa della massiccia presenza di pellegrini, il Papa ridusse il numero delle visite alle basiliche, e concesse l'indulgenza anche a chi aveva assistito alla chiusura di una delle Porte Sante alla vigilia di Natale del 1650 o avesse presenziato alla benedizione papale impartita dalla Loggia della Basilica Vaticana nel giorno di Natale. La cerimonia più importante dell'anno fu la messa celebrata in Piazza Navona dal Papa stesso.
Durante lo svolgimento del Giubileo, Spagna e Francia fecero quasi a gara nel dimostrare la propria ricchezza abbellendo le cerimonie. Nel mese di gennaio, Filippo IV mandò due ambasciatori in Vaticano con un seguito di 460 carrozze. Inoltre non badò a spese affinché le cerimonie organizzate nelle chiese spagnole e dalle confraternite spagnole superassero tutte le altre per magnificenza e splendore.
Durante questo anno giubilare Alessandro Algardi scolpì un altorilievo di papa Leone I, raffigurante il pontefice mentre ferma Attila, e la statua di Innocenzo X in Campidoglio; il Bernini scolpì l'Estasi di santa Teresa d'Avila. Inoltre, si diede inizio ai lavori per la costruzione di palazzo Montecitorio.
Tra i pellegrini che visitarono Roma vi fu anche la regina Cristina di Svezia, di fede cattolica.
Innocenzo X indisse inoltre tre giubilei straordinari, con queste motivazioni:
- 2 marzo 1648: per invocare l'aiuto di Dio su Roma;
- 8 gennaio 1654: per i Paesi Bassi meridionali;
- 12 gennaio 1654: per le province delle Indie occidentali (bolla Salvator et Dominus)[8].

#### Decisioni in materia liturgica
- Nel 1645 interviene sulla Questione dei riti cinesi. Richiesto di un parere da parte del vicario provinciale dei domenicani Juan de Morales, Innocenzo X emanò un atto che vietò ai cristiani di partecipare a tali riti (12 settembre 1645)[9].
- Nel 1650, in occasione del Giubileo, realizzò un'edizione rivista del Caeremoniale Episcoporum (il libro che prescrive lo svolgimento delle funzioni religiose dei vescovi).

#### Contrasto al Giansenismo
Il predecessore Urbano VIII (1623-1644) aveva condannato cinque proposizioni contenute nell'Augustinus di Giansenio (1585-1638) come contrarie alla dottrina cattolica, ma la disputa sul pensiero del teologo olandese era proseguita negli anni successivi.
Giunsero a Roma le pressioni dei vescovi francesi: sui 96 episcopi della chiesa transalpina, 85 chiesero la condanna delle tesi di Giansenio. Ad essi si unì San Vincenzo de' Paoli. I giansenisti, temendo una precipitosa condanna, si rivolsero a loro volta a Roma. Il pontefice delegò la risposta a una commissione appositamente creata (12 aprile 1651), che fece presiedere dal cardinale Francesco Albizzi, assessore al Sant'Uffizio. Un anno dopo Innocenzo X pubblicò la bolla Cum occasione con la quale le cinque proposizioni di Giansenio oggetto della bolla In Eminenti di Urbano VIII furono condannate come eretiche (9 giugno 1653). L'11 luglio i vescovi francesi riconobbero la decisione della Santa Sede. Tale atto fu importante poiché fu emanato senza la previa consultazione del re. Era dalla Prammatica Sanzione di Bourges (1438) che la Chiesa francese non si pronunciava ufficialmente su un decreto papale in totale autonomia dal monarca. Da parte loro, i giansenisti rispettarono la sentenza papale riconoscendo come eretiche le proposizioni censurate, ma, seguendo le tesi di Antoine Arnauld e di Blaise Pascal, negarono che le proposizioni riflettessero la vera dottrina di Giansenio.

### Relazioni con i Regni europei

#### Con la Germania
L'avvenimento internazionale più importante accaduto durante il pontificato di Innocenzo X fu la fine della Guerra dei Trent'anni, che si concluse con le firme dei trattati di Münster, tra Francia e Impero, e di Osnabrück tra la Svezia e i protestanti da una parte e i cattolici e l'imperatore dall'altra (24 ottobre 1648). I due trattati sono conosciuti come Pace di Vestfalia. Le clausole in essa contenute regolarono la legislazione religiosa europea: ogni confessione avrebbe avuto libertà di culto; cattolici e protestanti furono parificati di fronte alla legge; ogni principe avrebbe potuto scegliere la sua religione, mentre i suoi sudditi lo avrebbero dovuto seguire (principio del “cuius regio eius et religio”); i domini ecclesiastici sarebbero stati secolarizzati.
Innocenzo X obiettò immediatamente contro le clausole dei trattati, perché l'immediata conseguenza per la Chiesa cattolica era la perdita di tutti i vescovadi della Germania settentrionale e centrale, e di molti conventi e monasteri.
Al tavolo delle trattative, delegato dal Papa, sedette il nunzio Fabio Chigi, che protestò energicamente, ma inutilmente. Il Papa, allora, scrisse il breve Zelo domus Dei (26 novembre 1648). Ma l'imperatore Ferdinando III d'Asburgo, soddisfatto degli accordi con Massimiliano I di Baviera, considerò chiusa la questione.

#### Con la Francia
Quando Innocenzo X salì al pontificato, la Francia era in guerra con la Spagna. Il pontefice si pose come mediatore tra le due potenze cattoliche; ma la sua influenza fu annullata dall'azione contraria del ministro del re, il cardinale Mazzarino. Innocenzo X nominò un nuovo arcivescovo di Parigi nella persona del cardinale Jean-François Paul dei Gondi. Successivamente sostituì il nunzio apostolico, sospettato di troppa acquiescenza verso il primo ministro, nominando Neri Corsini (25 luglio 1652); ma Mazzarino non lo riconobbe. Nel novembre 1652 il ministro del re fece arrestare, a pochi giorni di distanza l'uno dall'altro, sia il Corsini che il cardinale Gondi. Il Corsini fu condotto l'anno seguente ad Avignone, dove risiedette da uomo libero ma non poté esercitare le proprie funzioni diplomatiche. Il cardinale Gondi riuscì a fuggire nell'agosto 1654, dopodiché lasciò la Francia e ritornò a Roma.

#### Con il Portogallo
Innocenzo X deplorò la rivolta scoppiata nel 1640 che portò il Paese a staccarsi dalla Corona di Spagna ed a riacquistare l'indipendenza. Nel 1648 il pontefice si rifiutò di riconoscere il titolo di Giovanni IV di Braganza, che si era autoproclamato re del Portogallo. Inizialmente non confermò le nomine vescovili effettuate dal monarca per riguardo verso la Spagna. Solo in un secondo tempo firmò le bolle di conferma.

#### Con la Spagna
Nel luglio 1647 scoppiò una rivolta a Napoli, città sottoposta al governo del viceré spagnolo Rodrigo Ponce de León. Il pontefice volle essere tenuto costantemente aggiornato sulle vicende. La Francia temette che Roma intervenisse militarmente, ma il re di Spagna anticipò tutti facendo occupare Napoli dalle truppe spagnole.

#### Con l'Inghilterra
Nel 1641 era iniziata una guerra civile in Irlanda. Nell'isola la situazione era molto instabile. Il pontefice ascoltò i consigli del francescano Luca Wadding. Fu Wadding a suggerire a Innocenzo X il nome del nuovo nunzio apostolico: Giovanni Battista Rinuccini. Rinuccini giunse sull'isola nel novembre 1645; nel frattempo da Roma fece arrivare armi e munizioni per le truppe della Confederazione di Kilkenny.
Nel 1646 il generale irlandese Owen Roe O'Neill, con i rifornimenti forniti dal nunzio, attaccò l'esercito di protestanti (Covenanter) scozzesi, guidato da Robert Monro. Il 5 giugno 1646 lo sconfisse nettamente nella battaglia di Benburb sul fiume Blackwater, dove quasi 3.000 scozzesi furono uccisi o catturati.
Nel 1649 iniziò la guerra di conquista dell'Irlanda da parte dell'Inghilterra, con attacchi militari seguiti da massacri della popolazione. Il conflitto si concluse nel 1653 con la vittoria definitiva dei britannici, guidati dal comandante Oliver Cromwell. Sull'onda della conquista dell'isola, tutte le terre di proprietà dei cattolici furono confiscate (Act for the Settlement of Ireland del 1652), la professione della fede cattolica fu messa fuori legge e addirittura furono poste taglie sui presbiteri. Nonostante ciò l'Irlanda rimase una nazione cattolica, poiché la stragrande maggioranza dei suoi abitanti si rifiutò di abbandonare la propria fede religiosa.

### Contrasto all'espansionismo ottomano
Il pontefice finanziò la Polonia e la Repubblica di Venezia nelle loro guerre contro i Turchi Ottomani. Nel 1644 i Turchi, rompendo una tregua che durava dal 1572 (battaglia di Lepanto) assaltarono l'isola di Creta, riuscendo a strappare a Venezia la fortezza di Canea, nell'ovest dell'isola. I veneziani organizzarono la difesa dell'isola, ma le loro forze erano inferiori a quelli degli assalitori. Il papa intervenne in loro aiuto: il pontefice assegnò un sussidio di 100.000 scudi d'oro sulle rendite annuali di tutte le chiese, monasteri e benefici ecclesiastici situati nella Repubblica. Il sussidio fu rinnovato per più anni. Poi Innocenzo X si rivolse alle potenze cattoliche per costituire una Lega Santa, ma non ottenne l'aiuto sperato. Nel 1669 i Turchi conquistarono l'isola.

### La seconda guerra di Castro
Nel 1649 scoppiò la seconda guerra di Castro, provocata dall'omicidio di monsignor Cristoforo Giarda, vescovo di Castro, che ebbe, forse, per mandante il duca Ranuccio II Farnese. L'esercito pontificio invase il ducato e, dopo un breve assedio, rase al suolo la città. Il Ducato fu incamerato nei dominii della Santa Sede.

## Governo dello Stato Pontificio

### L'azione legale contro i Barberini
Subito dopo la sua elezione, Innocenzo X intraprese un'azione legale contro la famiglia Barberini per malversazione di denaro pubblico. Taddeo Barberini, Capitano generale della Chiesa, aveva ricevuto dalla Camera Apostolica 5.000 scudi, altri 8.000 se ne era procurati sotto i benefici vacanti, 5.000 sui titoli delle conquiste e 2.000 dalla rendita degli uffici, senza contare palazzi, opere d'arte ed oggetti preziosi. Inoltre, tra il 1641 e il 1643 il predecessore Urbano VIII (anch'egli appartenente alla famiglia Barberini) aveva voluto una guerra per impossessarsi del Ducato di Castro (un piccolo Stato dell'Alto Lazio). L'esito era stato disastroso. Innocenzo X istituì una commissione per indagare sugli arricchimenti illeciti del casato Barberini e per accertarne le responsabilità nell'errata conduzione del conflitto.
Prevedendo una possibile condanna, i cardinali Taddeo e Antonio Barberini fuggirono in Francia, dove trovarono un potente protettore nel cardinale Mazzarino. Per tutta risposta, Innocenzo X confiscò le loro proprietà nello Stato Pontificio (3 febbraio 1646). Intervenne il cardinale anziano Francesco Barberini, che aveva avuto il giovane Pamphilj al suo servizio all'inizio della carriera. Con la sua mediazione, nel 1648 la famiglia Barberini rientrò in possesso dei propri beni. Cinque anni più tardi il pontefice si riconciliò con i due cardinali fuggiaschi, che così poterono rientrare a Roma.

### Politica penitenziaria
Innocenzo X avviò una riforma carceraria, mirante alla riunificazione delle carceri romane e dei relativi tribunali. Tentò dapprima di migliorare le carceri già esistenti, poi si risolse a costruire un nuovo penitenziario con criteri più moderni. Le Carceri nuove furono costruite tra il 1652 e il 1657; successivamente vi furono trasferiti i detenuti di Tor di Nona, che venne chiuso definitivamente.

### Opere realizzate a Roma
Il capolavoro urbanistico di Innocenzo X fu la sistemazione di Piazza Navona, iniziata nel 1647 con il posizionamento dell'obelisco ritrovato nel Circo di Massenzio sulla Via Appia.
Nel 1650 il papa bandì una gara d'appalto per la costruzione della Fontana dei Quattro Fiumi. Il progetto fu inizialmente affidato al Borromini, ma il Bernini, con uno stratagemma, riuscì ad aggiudicarsi il lavoro. Egli fece recapitare a Donna Olimpia (Olimpia Maidalchini, ascoltata consigliera del pontefice) un modellino d'argento della fontana con grotte, leoni, palme e sopra l'obelisco. Il Pontefice, vedendo "per caso" il modellino, ne rimase entusiasta e gli affidò i lavori.
La Fontana, pagata con i proventi delle tasse sul pane, sul vino e su altri generi di consumo, fu inaugurata nel 1651.
Nel 1653 il Bernini modificò una delle tre fontane monumentali che ornano la piazza: la fontana progettata nel 1575 da Giacomo Della Porta. Fu aggiunto un delfino che reggeva, sulla coda alzata, una lumaca, ma la figura non piacque e quindi fu sostituita dal busto di un africano che accarezza un delfino. Per questo motivo la fontana si chiama oggi Fontana del Moro. La terza fontana non fu toccata.

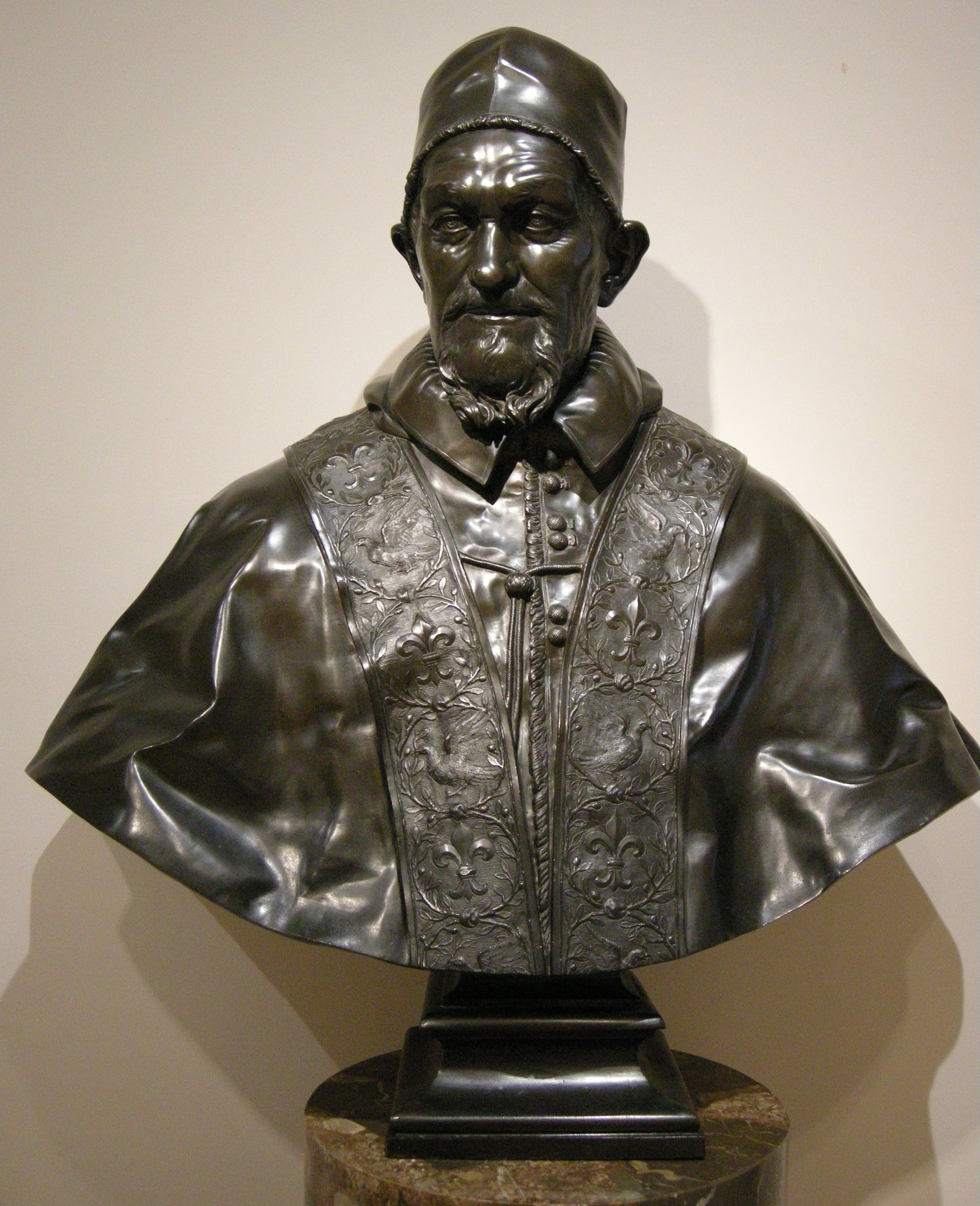
Alessandro Algardi, busto di Innocenzo X.

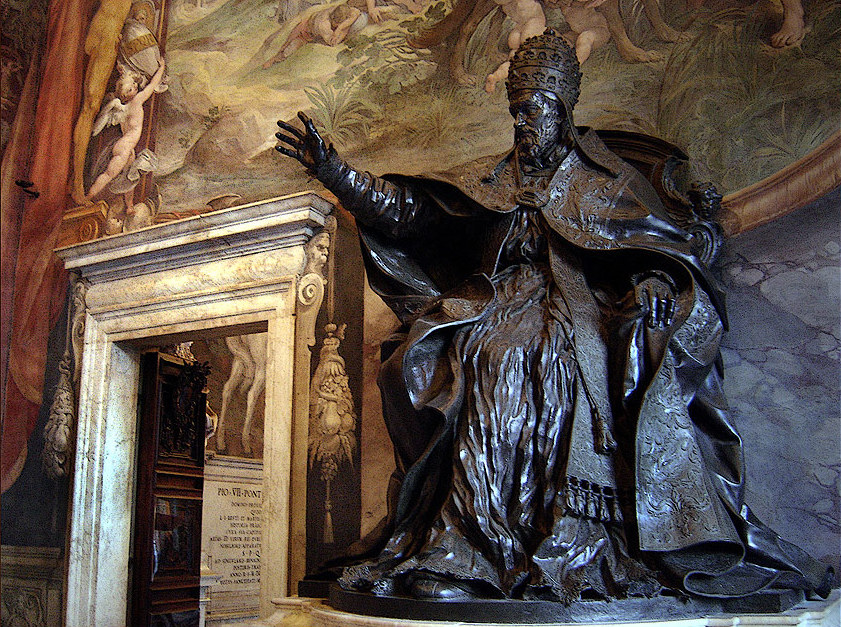
Alessandro Algardi, statua di Innocenzo X.

Le altre opere portate a termine a Roma durante il pontificato di Innocenzo X furono le seguenti:
- Chiesa di Sant'Ivo alla Sapienza;
- Palazzo di Propaganda Fide (in piazza di Spagna);
- Palazzo Nuovo (in piazza del Campidoglio);
- Palazzo Pamphilj (in piazza Navona);
- Obelisco Agonale (in piazza Navona);
- Fontana del Nettuno.

Inoltre il pontefice decise la completa riedificazione della Basilica di San Giovanni in Laterano. Il progetto si rivelò ambizioso e si protrasse a lungo.
Furono eseguiti nuovi lavori sui seguenti monumenti: Castel Sant'Angelo, Palazzo Pontificio di Castel Gandolfo e Fontana del Moro.
Fu avviata l'edificazione della Chiesa di Sant'Agnese in Agone, di Palazzo di Montecitorio e delle Carceri nuove.
La famiglia Pamphilij, durante il suo pontificato, edificò fuori dalle mura gianicolensi una villa circondata da un grande parco, nota oggi come Villa Doria Pamphilj. Nello stesso periodo nacque la Galleria Doria Pamphilj, collezione privata di opere d'arte.
Diego Velázquez eseguì nell'Anno santo 1650 un famoso ritratto del pontefice (oggi conservato nella Galleria Doria Pamphilj). Alessandro Algardi scolpì una statua (1649-50, custodita nel Palazzo dei Conservatori); Gian Lorenzo Bernini scolpì due busti di Innocenzo X (oggi conservati nella Galleria Doria-Pamphilj).
Il pontefice nominò il famoso umanista tedesco Luca Olstenio sovrintendente alla Biblioteca Vaticana.

## Morte e sepoltura

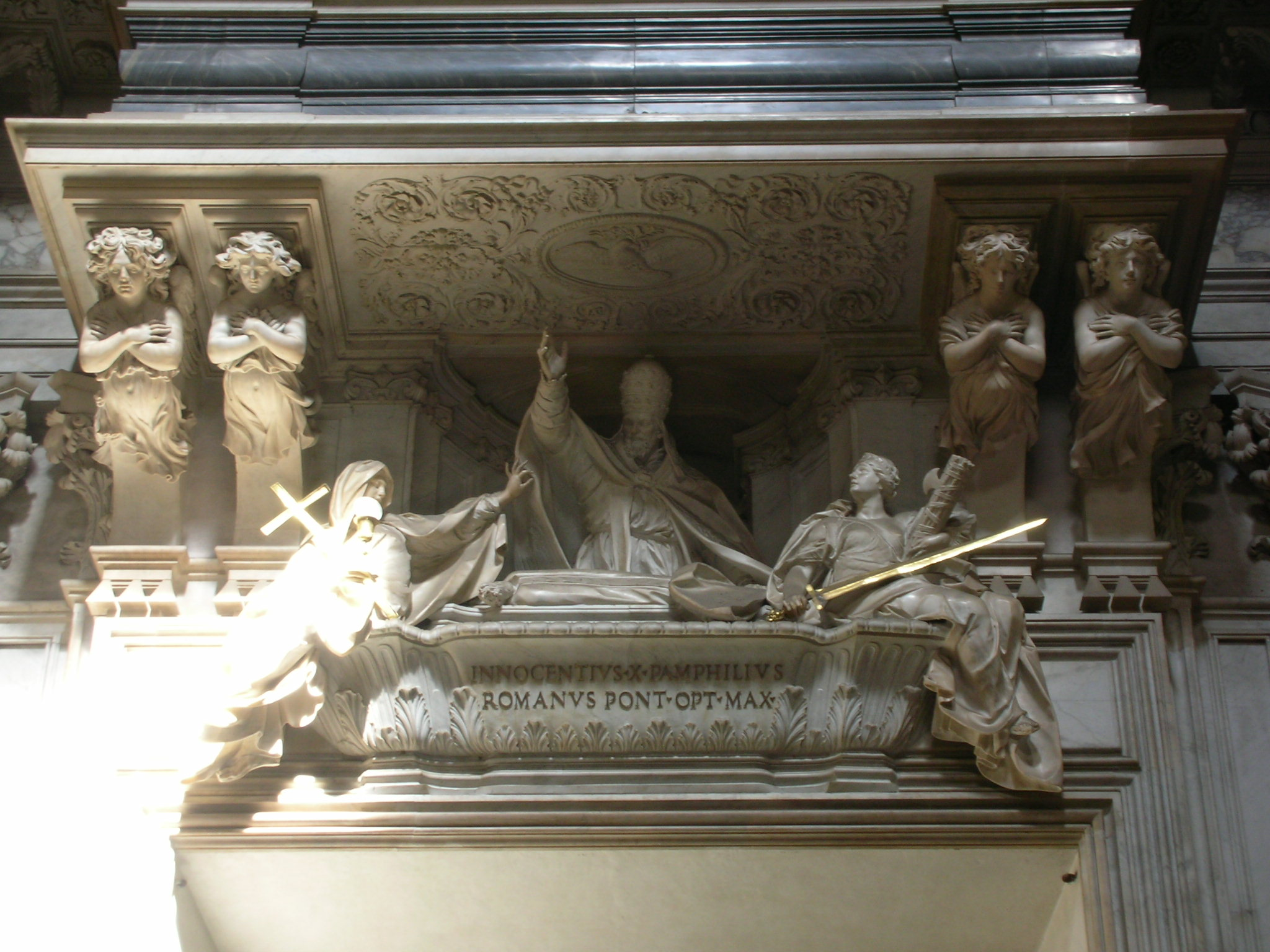
La tomba di Innocenzo X a sant'Agnese in Agone.

Innocenzo X si ammalò nell'agosto 1654 e morì il 7 gennaio 1655 a Roma. Per l'avarizia dei parenti, il cadavere del Pontefice rimase per un giorno in una stanza; solo grazie alla generosità del maggiordomo Scotti, che fece costruire una povera cassa, e del canonico Segni, che spese cinque scudi per la sepoltura, Innocenzo poté essere inumato nella basilica patriarcale del Vaticano. Nel 1677 la salma fu traslata e tumulata nella chiesa di Sant'Agnese in Agone, affacciata su Piazza Navona, all'interno della Cappella di Santa Francesca Romana.
Nel 1838 fu definitivamente traslata nella cripta della stessa chiesa, accessibile tramite il corridoio che conduce alla cappella di San Filippo Neri ove è custodita la reliquia del cranio di Sant'Agnese. Il monumento funebre, fatto costruire dal nipote Camillo e dal pronipote Giovanni Battista, si trova invece sopra l’ingresso.

## Diocesi erette da Innocenzo X

### Nuove diocesi
- 1648:
  - Vicariato apostolico di Valacchia (oggi Arcidiocesi di Bucarest);
  - Diocesi di Nicopoli (il territorio comprende la metà settentrionale della Bulgaria).
- 15 aprile 1652:
  - Vicariato apostolico di Istanbul (comprendente la Turchia europea ed alcune province anatoliche)
- 13 ottobre 1653:
  - Prefettura apostolica di Scozia (in una nazione dove il cattolicesimo era stato sradicato);
- 22 settembre 1653 bolla Redemptoris nostri):
  - Diocesi di Prato (il territorio fu ricavato dalla diocesi di Pistoia, a cui Prato fu contestualmente unita aeque principaliter).

### Trasferimenti di sede
- 4 maggio 1648 (bolla In supereminenti:
  - Diocesi di La Rochelle (in Francia, ingloba il territorio della vecchia diocesi di Maillezais);
- 13 settembre 1649 (bolla In supremo militantis):
  - Diocesi di Acquapendente (a seguito della soppressione della Diocesi di Castro)[19]

## Concistori per la creazione di nuovi cardinali
Innocenzo X consacrò 40 cardinali nel corso di otto distinti concistori. Tra essi, i futuri pontefici Alessandro VII, Alessandro VIII e Innocenzo XI.
Nel 1654 istituì il titolo cardinalizio di Sant'Agnese fuori le mura.

### Nomine nell'ambito della famiglia
- Il fratello di Innocenzo X, Pamphilio Pamphilj (1564-1639), si sposò con Olimpia Maidalchini. Innocenzo X nominò il loro figlio Camillo Francesco Maria cardinal nepote nel 1644[20].
- Nel 1647 conferì la porpora a Francesco Maidalchini, nipote di Olimpia Maidalchini;
- Nel 1650 nominò cardinale Camillo Astalli e lo adottò nella famiglia Pamphilj.

## Beatificazioni e canonizzazioni del pontificato
Papa Innocenzo X proclamò beati cinque Servi di Dio. Non celebrò alcuna canonizzazione.

## Genealogia episcopale e successione apostolica
La genealogia episcopale è:
- Cardinale Guillaume d'Estouteville, O.S.B.Clun.
- Papa Sisto IV
- Papa Giulio II
- Cardinale Raffaele Riario
- Papa Leone X
- Papa Paolo III
- Cardinale Francesco Pisani
- Cardinale Alfonso Gesualdo
- Papa Clemente VIII
- Cardinale Pietro Aldobrandini
- Cardinale Laudivio Zacchia
- Papa Innocenzo X

La successione apostolica è:
- Cardinale Cesare Monti (1630)
- Vescovo Antonio Brunachio (1632)
- Vescovo Alessandro Gallo (1632)
- Vescovo Ottavio Branciforte (1633)
- Arcivescovo Luigi Leonardo Mocenigo (1633)
- Vescovo Pietro Filippi (1633)
- Vescovo Giacinto Cordella (1635)
- Vescovo Petras Parčevskis (1636)
- Cardinale Orazio Giustiniani, C.O. (1640)
- Cardinale Francesco Peretti di Montalto (1650)

## Albero genealogico
|                               |                                |                                   | Genitori                         |  |  | Nonni |  |  | Bisnonni                  |  |  | Trisnonni        |  |
|                               |                                |                                   |                                  |  |  |       |  |  | Angelo Benedetto Pamphilj |  |  | Antonio Pamphilj |  |
|                               |                                |                                   |                                  |  |  |       |  |  | Angelo Benedetto Pamphilj |  |  | Antonio Pamphilj |  |
|                               |                                | Giulia Bentivoglio                |                                  |  |  |       |  |  | Angelo Benedetto Pamphilj |  |  |                  |  |
| Pamfilio Pamphilj             |                                |                                   |                                  |  |  |       |  |  | Angelo Benedetto Pamphilj |  |  |                  |  |
|                               |                                | Porzia Porcari                    | Savio Porcari                    |  |  |       |  |  |                           |  |  |                  |  |
|                               |                                | Porzia Porcari                    | Savio Porcari                    |  |  |       |  |  |                           |  |  |                  |  |
|                               |                                | Porzia Porcari                    | …                                |  |  |       |  |  |                           |  |  |                  |  |
| Camillo Pamphilj              |                                | Porzia Porcari                    |                                  |  |  |       |  |  |                           |  |  |                  |  |
|                               |                                | Ciriaco Mattei                    | Saba Mattei, signore di Porcillo |  |  |       |  |  |                           |  |  |                  |  |
|                               |                                | Ciriaco Mattei                    | Saba Mattei, signore di Porcillo |  |  |       |  |  |                           |  |  |                  |  |
|                               |                                | Ciriaco Mattei                    | Caterina Tuttavilla              |  |  |       |  |  |                           |  |  |                  |  |
| Orazia Mattei                 |                                | Ciriaco Mattei                    |                                  |  |  |       |  |  |                           |  |  |                  |  |
|                               |                                | Giulia Matuzzi                    | Pietro Giovanni Matuzzi          |  |  |       |  |  |                           |  |  |                  |  |
|                               |                                | Giulia Matuzzi                    | Pietro Giovanni Matuzzi          |  |  |       |  |  |                           |  |  |                  |  |
|                               |                                | Giulia Matuzzi                    | Isabella Borgia                  |  |  |       |  |  |                           |  |  |                  |  |
| Papa Innocenzo X              |                                | Giulia Matuzzi                    |                                  |  |  |       |  |  |                           |  |  |                  |  |
|                               | Antonio Cancellieri del Bufalo | Cristoforo Cancellieri del Bufalo |                                  |  |  |       |  |  |                           |  |  |                  |  |
|                               | Antonio Cancellieri del Bufalo | Cristoforo Cancellieri del Bufalo |                                  |  |  |       |  |  |                           |  |  |                  |  |
|                               | Antonio Cancellieri del Bufalo | Paolina                           |                                  |  |  |       |  |  |                           |  |  |                  |  |
| Fulvio Cancellieri del Bufalo | Antonio Cancellieri del Bufalo |                                   |                                  |  |  |       |  |  |                           |  |  |                  |  |
|                               |                                | Nicolina                          | …                                |  |  |       |  |  |                           |  |  |                  |  |
|                               |                                | Nicolina                          | …                                |  |  |       |  |  |                           |  |  |                  |  |
|                               |                                | Nicolina                          | …                                |  |  |       |  |  |                           |  |  |                  |  |
| Maria Cancellieri del Bufalo  |                                | Nicolina                          |                                  |  |  |       |  |  |                           |  |  |                  |  |
|                               |                                | Gregorio Serlupi                  | …                                |  |  |       |  |  |                           |  |  |                  |  |
|                               |                                | Gregorio Serlupi                  | …                                |  |  |       |  |  |                           |  |  |                  |  |
|                               |                                | Gregorio Serlupi                  | …                                |  |  |       |  |  |                           |  |  |                  |  |
| Antonia Serlupi               |                                | Gregorio Serlupi                  |                                  |  |  |       |  |  |                           |  |  |                  |  |
|                               |                                | Giulia Mattei                     | Bernardino Mattei                |  |  |       |  |  |                           |  |  |                  |  |
|                               |                                | Giulia Mattei                     | Bernardino Mattei                |  |  |       |  |  |                           |  |  |                  |  |
|                               |                                | Giulia Mattei                     | Anastasia Savelli                |  |  |       |  |  |                           |  |  |                  |  |
|                               |                                | Giulia Mattei                     |                                  |  |  |       |  |  |                           |  |  |                  |  |